# أندرسون فرنسيسكو دا كونا
أندرسون فرنسيسكو دا كونا هو لاعب كرة قدم برازيلي في مركز الهجوم، ولد في 15 أبريل 1986 في  في البرازيل. لعب مع سبارتاك فلاديقوقاز ونادي أولاريا أتلتيكو.